# Tepuihyla luteolabris
La rana tepuyana de Labios Amarillos (Tepuihyla luteolabris) es una especie de anfibios de la familia Hylidae. Es endémica de Venezuela.
Sus hábitats naturales incluyen montanos secos, zonas de arbustos tropicales o subtropicales a gran altitud, ríos, pantanos y marismas intermitentes de agua dulce.